# Virma González
Dulce María de las Virtudes González Flor (Monterrey, Nuevo León, 25 de octubre de 1937-Ciudad de México, 10 de junio de 2000), conocida como Virma González, fue una actriz mexicana, reconocida por sus participaciones en películas como El pandillero (1961), con Germán Valdés "Tin Tan", El guía de las turistas (1976) y Lo veo y no lo creo (1977), ambas con Gaspar Henaine "Capulina".

## Biografía y carrera
Inició su carrera artística en una revista musical regiomontana que dirigía y producía, Joaquín «Guacho» Ramírez en Monterrey. También participó en el certamen de belleza «Señorita Nuevo León», siendo ganadora, lo cual la llevó al certamen nacional compitiendo con Ana Bertha Lepe como 1º lugar y ella quedando en un 2º lugar. 
Cabe mencionar que Virma fue alumna de la bailarina Nellie Campobello y eso la llevó a debutar a temprana edad con el trío Los Tres excéntricos con Pepe Silva y Troski, para posteriormente iniciarse en el teatro de comedia. En 1955 se la bautizó artísticamente con el nombre de Virma González.  Participó en varias películas y en los años 60 protagonizó la comedia musical La pelirroja junto al Loco Valdés, Armando Calvo, Plácido Domingo y Jacqueline Andere. En 1979 protagonizó la comedia musical Anita la huerfanita, como la Señorita Hannigan, Directora del orfanato, a lado de Sergio Bustamante, Armando Calvo, Lolita Cortés, Usi Velasco, Pilar Montenegro, Olivia Bucio y Ginny Hoffman, entre otros; realizando más de 600 representaciones en el Teatro Manolo Fábregas de la Ciudad de México. 
También participó en programas unitarios como Papá soltero al lado de César Costa y La edad de oro con Rita Macedo. Su último trabajo en televisión fue en la telenovela de 1994 Agujetas de color de rosa.

### Muerte
El 10 de junio de 2000, González falleció en Ciudad de México a los 62 años de edad, a causa de un cáncer de páncreas. Su cuerpo fue cremado en el Panteón Español, ubicado en la misma ciudad; el paradero final de sus cenizas es desconocido.

## Filmografía

### Cine
- La corneta vengadora (1989)
- Los amores criminales de las vampiras Morales (1986) .... María Adelfa
- La muerte llora de risa (1985)
- Lo veo y no lo creo (1977) .... Rosa «la Ratona»
- El guía de las turistas (1976) .... Violeta
- Tiempo y destiempo (1976)
- Calzonzin inspector (1974) .... Enedina
- De qué color es el viento (1973) .... Luz María, maestra de Eva y Sergio
- El águila descalza (1971) .... Adelita, paciente manicomio
- La vida inútil de Pito Pérez (1970)
- La entrega de Chucho el Roto (1962)
- Dinamita Kid (1962) .... cantante de centro nocturno
- Los secretos del sexo débil (1962)
- La captura de Chucho el Roto (1961)
- Aventuras de Chucho el Roto (1961)
- El pandillero (1961) .... Dora
- Una canción para recordar (1960)
- Chucho el Roto (1960)
- El renegado blanco (1960)
- Melodías inolvidables (1959) .... bailarina de charlestón
- ¡Paso a la juventud! (1958) .... Vilma, bailarina
- Nos veremos en el cielo (1956)

### Televisión
- La pasión de Isabela (1984-1985)
- Papá soltero (1993-1994) .... Genoveva, madre de Quique y suegra de Alejandra
- La edad de oro (1991)

### Teatro
- Mame (1974)
- Anita la huerfanita (1979, 1991) .... Señorita Hannigan